# Almándoz
Almándoz (en euskera y oficialmente Almandoz) es una localidad española perteneciente al municipio de Baztán, en la Comunidad Foral de Navarra. En el año 2011 contaba con una población de 205 habitantes.

## Situación
Se encuentra situada en el valle de Baztán, a 34 km de Pamplona con la que está conectada por la carretera N-121-A y el túnel de Almándoz.

## Demografía
| 2000 | 2001 | 2002 | 2003 | 2004 | 2005 | 2006 | 2007 | 2008 | 2009 | 2010 | 2011 |
| ---- | ---- | ---- | ---- | ---- | ---- | ---- | ---- | ---- | ---- | ---- | ---- |
| 214  | 219  | 228  | 223  | 218  | 220  | 218  | 207  | 212  | 210  | 211  | 205  |

## Edificios
- Iglesia parroquial de San Pedro inaugurada en 1956.[2] Se construyó por iniciativa de los vecinos debido a que la antigua iglesia situada a solo 50 metros se había quedado pequeña y presentaba numerosos desperfectos. La portada románica y un retablo se trasladaron desde el templo antiguo que actualmente se encuentra abandonado y en estado de ruina.
- Palacio Galtzaga (Galtzaga Jauregia) es una casa palacio del siglo XVIII convertida en hotel. Fue construida con piedra de sillería y vigas de roble. En la fachada principal cuenta con un escudo tallado en piedra.
- Casa Etxotoa.
- Frontón Ederrena.

## Prehistoria
En las cercanías de la localidad se encuentran los dólmenes de Apurtxi y Baztanadar, así como el túmulo de Paramendi.  Este último se localiza en el monte Paramendi a 620 metros de altura, cerca de las cánteras de mármol de Almandoz. Está formado por tierra y piedras, mide 5 metros de diámetro y alrededor de 50 centímetros de alto.

## Galería de imágenes

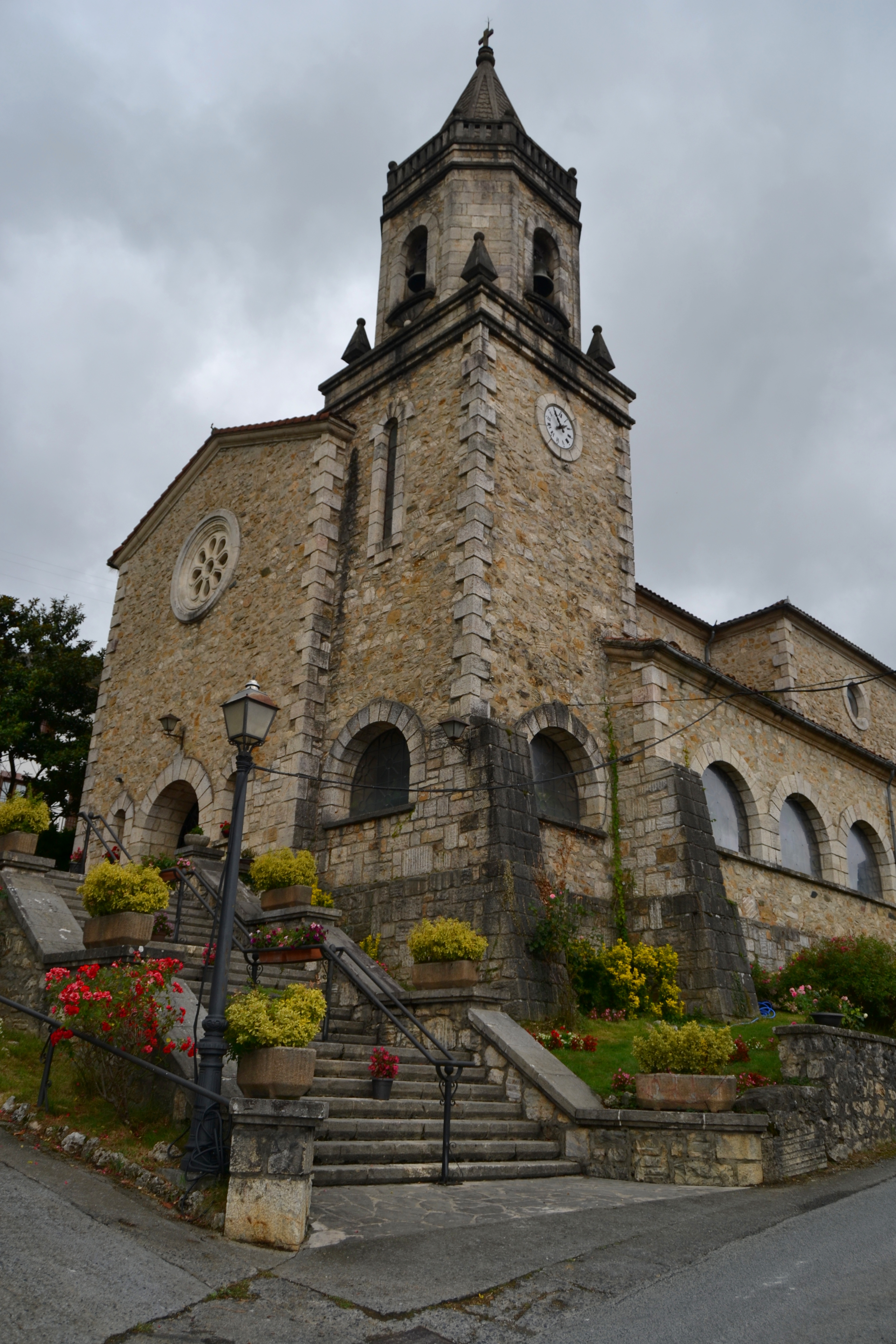
Iglesia de San Pedro de Almandoz
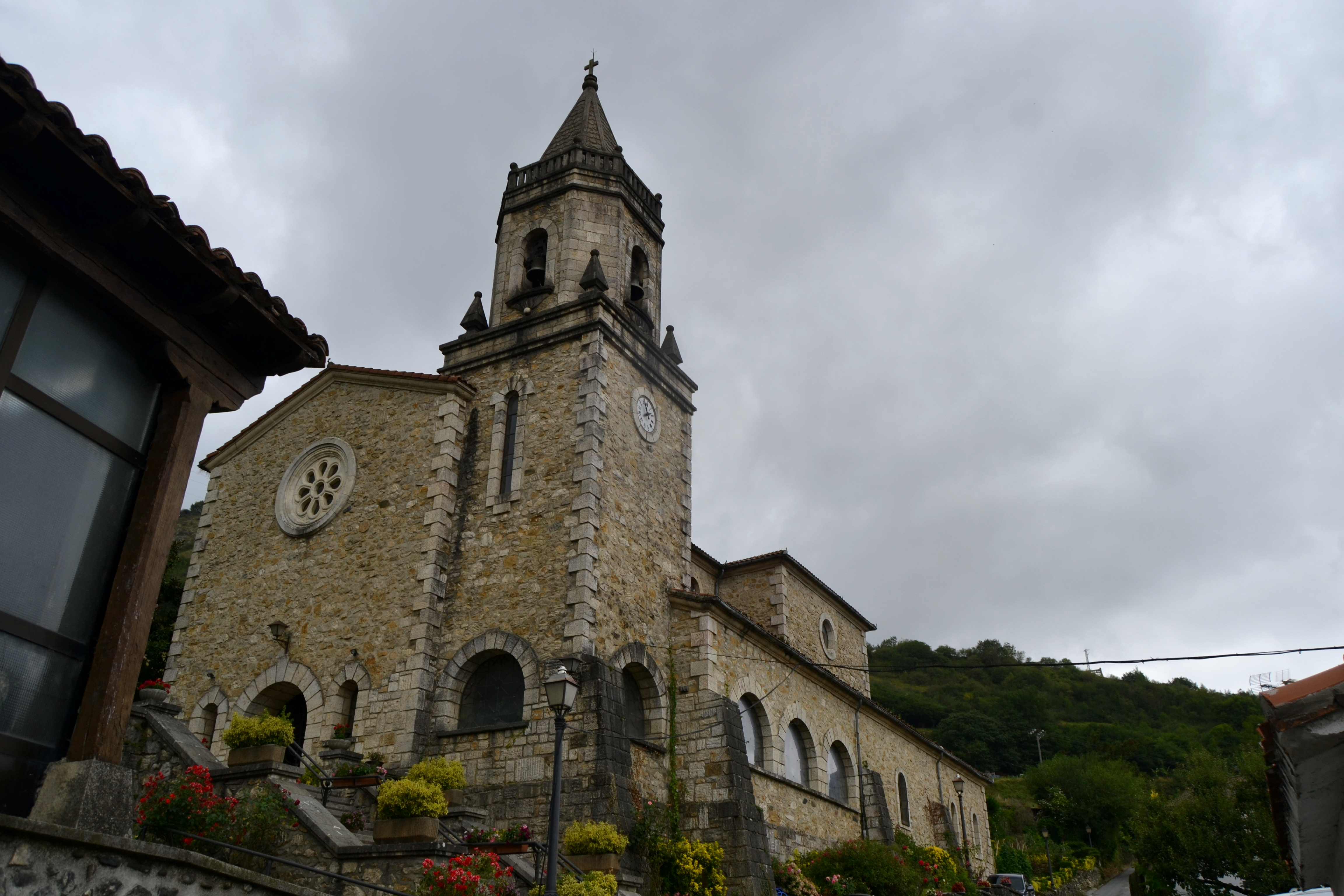
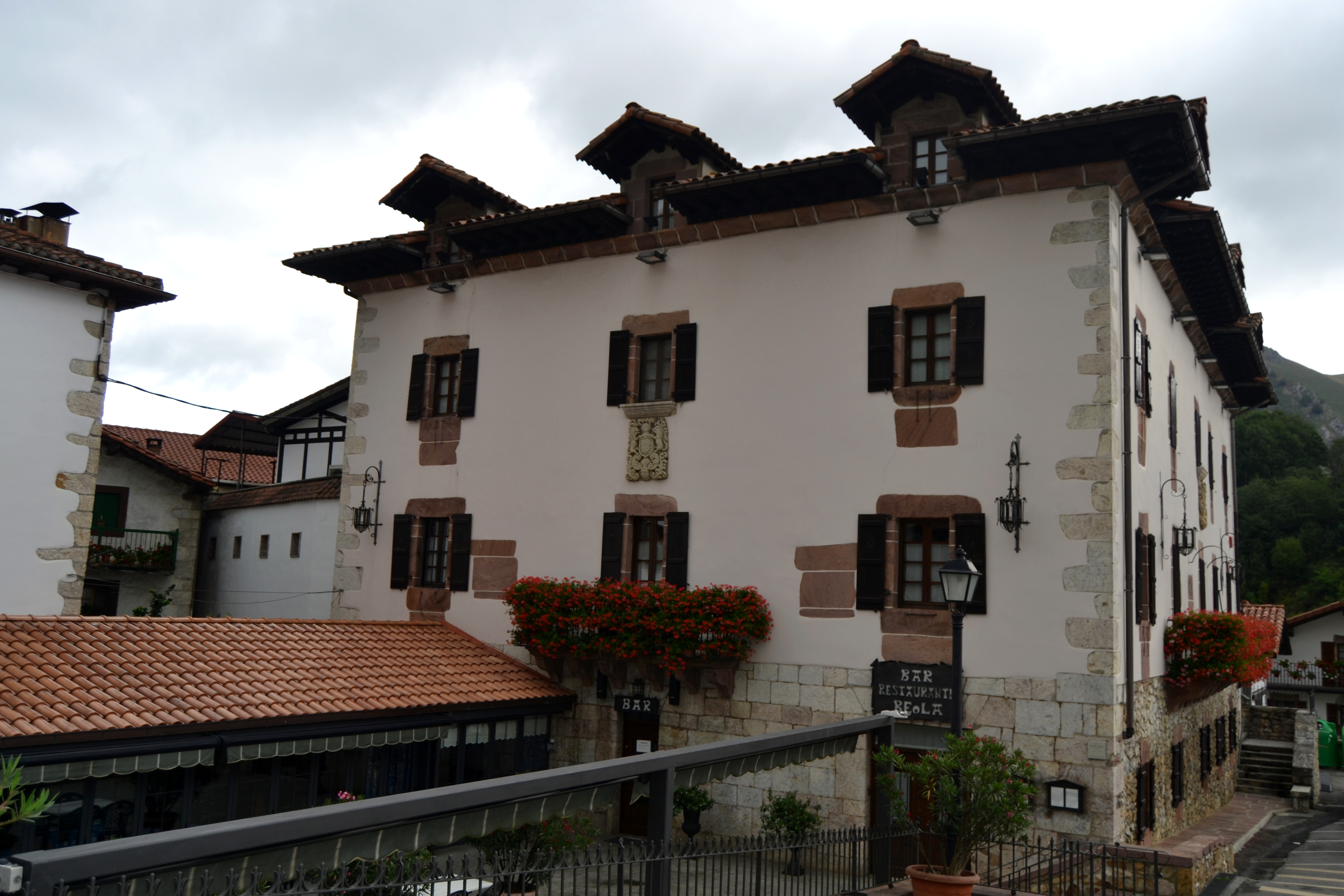
Palacio Galtzaga
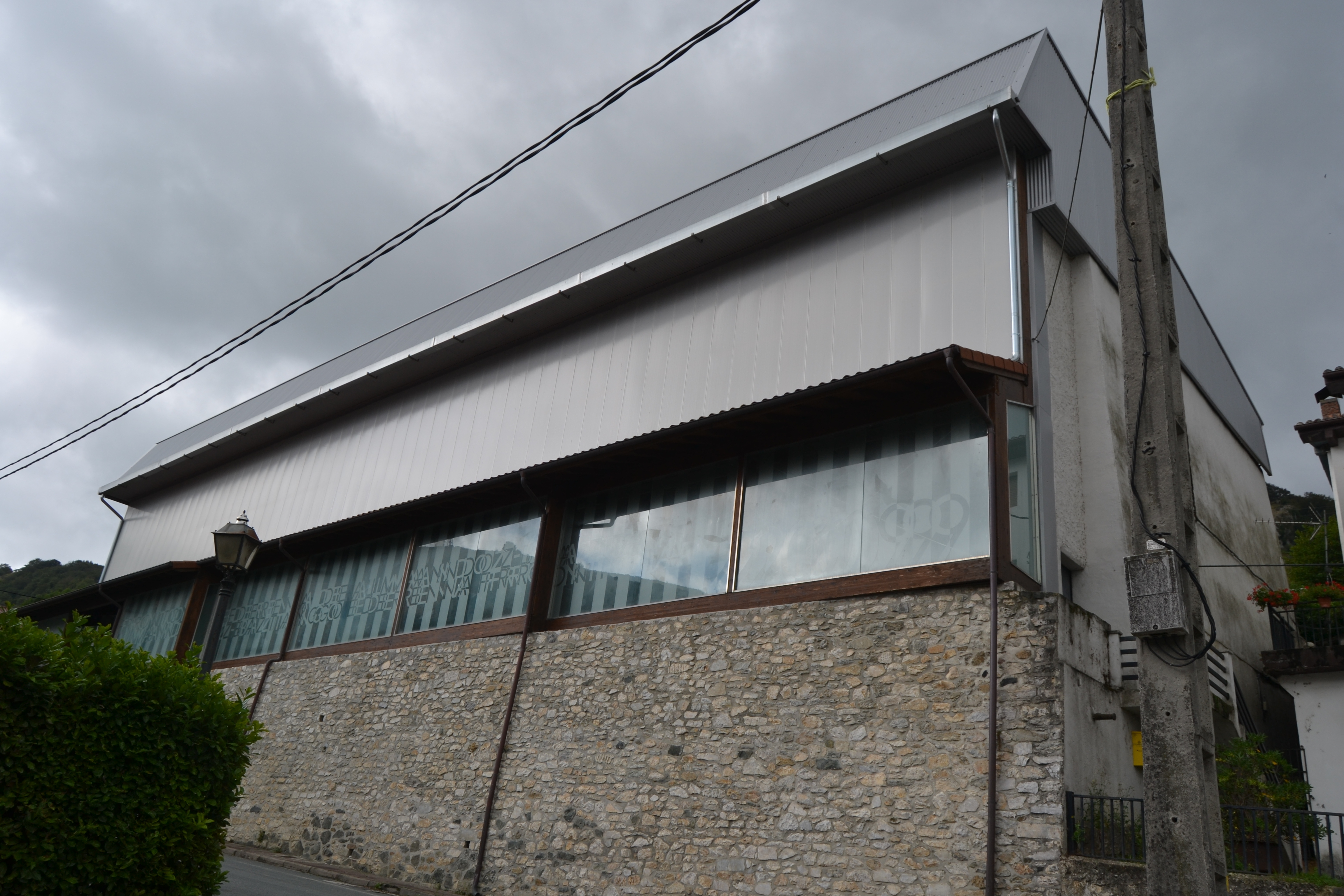
Frontón Ederrena